# Cratere Basin
Basin  è un cratere sulla superficie di Marte.